# I Don't Know How But They Found Me
I Dont Know How But They Found Me (stilizzato in maiuscolo), spesso abbreviato in IDKHow (stilizzato come iDKHOW),  è un progetto solista indie pop americano con sede a Salt Lake City, guidato dal cantante e bassista Dallon Weekes. È nato nel 2016 come duo musicale composto da Dallon Weekes e dal batterista Ryan Seaman, entrambi ex-membri della band The Brobecks. Seaman ha abbandonato la band nel 2023. Prima di firmare con la Fearless Records, il duo è stato descritto come "la band senza contratto più hot del mondo" sulla copertina  di Rock Sound nel marzo 2018.

## Componenti
Membri correnti
- Dallon Weekes – voce solista, basso, chitarra, sintetizzatori, pianoforte, ukulele, produzione (2016-oggi)

Membri in tournée
- Anthony Purpura – chitarra, tastiere, cori (2021-oggi)
- Isaac Paul - chitarra, tastiere, basso, cori (2023-oggi)
- Ronnie Strauss - batteria, percussioni (2023-oggi)

Ex membri
- Ryan Seaman – batteria, percussioni, cori (2016-2023)

## Discografia
Album in studio
- Razzmatazz (2020)
- Gloom Division (2024)

EP
- 1981 Extended Play (2018)
- Christmas Drag (2019)
- Razzmatazz B-Sides (2021)